# کودرونجیانوس
کودرونجیانوس (به ایتالیایی: Codrongianos) یک کومونه در ایتالیا است که در استان ساساری واقع شده‌است.

## خصوصیات
کودرونجیانوس ۳۰٫۴ کیلومترمربع مساحت و ۱٬۳۸۲ نفر جمعیت دارد و ۳۱۷ متر بالاتر از سطح دریا واقع شده‌است.